# Maya Badian
Maya Badian (født 18. april 1945 i Bukarest, Rumænien) er en rumænsk komponist, musikolog , lærer og professor.
Badian studerede komposition på Bukarest National University of Music hos bl.a. Tiberiu Olah og Dan Constantinescu og Aurel Stroe. Hun har skrevet 2 symfonier, sinfonietta, orkesterværker, korværker, instrumentalværker, kammermusik etc.
Badian var musikprofessor på George Enescu School of Music i Bukarest (1973-1985). Hun flyttede i 1987 til Canada, og fik statsborgerskab der i 1990. Flyttede i 1995 til Ottawa hvor hun i dag er ansat på  Royal Conservatory of Music som professor i musik.

## Udvalgte værker
- "Symphony-Diptych" (1976) - for orkester
- "Holocaust Symphony "In Memoriam" (1994–5) - for orkester
- Sinfonietta (1981) - for orkester
- "Movimento" (1983) - for kammerorkester